# Danny In 't Ven
Danny In 't Ven, né le 8 août 1968 à Turnhout, est un ancien coureur cycliste belge. Il est le fils de Willy In 't Ven. 

## Palmarès
- 1986
  -  Championnat de Belgique du contre-la-montre juniors
- 1988
  - Championnat des Flandres amateurs
  - 2ea étape du Tour de Belgique amateurs
- 1989
  - 2eb étape du Tour de Belgique amateurs
- 1990
  -  Championnat de Belgique du contre-la-montre elites sans contrat
  - 2eb étape du Tour du Limbourg amateurs (contre-la-montre)
  - 3e du Championnat des Flandres amateurs
- 1991
  -  Championnat de Belgique du contre-la-montre élites sans contrat
  - Championnat des Flandres amateurs
  - Ronde van de Kempen:
    - Classement général
    - 5eb étape (contre-la-montre)

  - 3eb étape du Tour de Belgique amateurs (contre-la-montre)
  - 2eb étape du Tour de la province de Liège (contre-la-montre)
  - 2e du Tour de Belgique amateurs
- 1992
  - Prologue et 3e étape de la Milk Race
  - Tour de l'Essonne
    - Classement général
    - 3eb étape
- 1994
  - Boucle de l'Artois
  - 2e et 3e (contre-la-montre) étapes du Tour de Belgique amateurs
  - 2e du Tour de Belgique amateurs
  - 2e de la Flèche ardennaise
  - 2e de la Course des chats
  - 2e du Zesbergenprijs Harelbeke
- 1995
  - Deux Jours du Gaverstreek:
    - Classement général
    - 1re étape

  - Het Volk Amateurs
  - 13e étape de la Fresca Classic
  - 1re étape du Triptyque ardennais
  - 4e étape du Circuit Franco-Belge
  - 2e de Romsée-Stavelot-Romsée
  - 3e du championnat de Belgique sur route amateurs
- 1996
  - Tour de la province de Liège :
    - Classement général
    - 1re et 6e (contre-la-montre) étapes

  - 2e de Romsée-Stavelot-Romsée
  - 3e du championnat de Belgique élites sans contrat
  - 3e du Grand Prix de Beuvry-la-Forêt
- 1997
  -  Championnat de Belgique élites sans contrat
  - Internationale Wielertrofee Jong Maar Moedig
- 1998
  - Romsée-Stavelot-Romsée
  - 4e étape du Tour de la province de Liège
  - Prologue du Tour de la province d'Anvers
  - 1re et 2e étapes du Tour de Moselle[1]
  - 2e du Tour de Moselle
- 1999
  - Tour de la province de Liège :
    - Classement général
    - 6e étape (contre-la-montre)
- 2000
  - 2e de la Ronde de l'Oise
- 2002
  - Grand Prix de Beuvry-la-Forêt
  - 2e de l'Internationale Wielertrofee Jong Maar Moedig
- 2003
  - 4e, 14e et 17e étapes de l'International Cycling Classic